# Анжела Чобану
Анжела Чобану (рум. Angela Ciobanu, 17 жовтня 1969, Сороки) — молдовська актриса театру і кіно.

## Біографія
Анжела Чобану народилася в молдовській родині. У 1992 році закінчила Школу-студію МХАТ (курс В. М. Богомолова). Тоді ж вона була запрошена в Кишинівський національний театр ім. М. Емінеску, де працює досі. Її ролі — П'єтра Котс («Сто років самотності» Р. Маркеса), Мадемуазель Куку («Безіменна зірка»), М. Себастьян, Зої Траханаке — («Загублений лист» І. Л. Караджіале), Айседора Дункан («Коли Ізадора танцює», «Cind Isadora dansa»), Соня («Дядя Ваня» А. П. Чехова), Люсінда («Лікар мимоволі» Мольєра), Леді Торренс («В зміїній шкурі» за п'єсою «Орфей спускається в пекло» Т. Вільямса).
У 2005 році Анжелу Чобану запросив на роль в картину «Створення любові» кінорежисер Валеріу Жерегі. Ця співпраця переросла в міцний творчий союз режисера і актриси, яка надихнула Жерегі дебютувати в театрі, поставивши театрально-телевізійний спектакль «В зміїній шкурі» (за п'єсою Теннессі Вільямса «Орфей спускається в пекло») з Анжелою Чобану у головній ролі. Так само Анжела Чобану є першим членом «Акторського Агентства Валеріу Жерегі»,. В даний час Анжела Чобану — одна з провідних сучасних актрис Молдови.

## Ролі в театрі
- П'єтра Котс «Сто років самотності» Р. Маркес
- Мадемуазель Куку «Безіменна зірка», М. Себастьян
- Зої Траханаке «Загублений лист» І. Л. Караджіале
- Айседора Дункан «Cind Isadora dansa»
- Гелла «Майстер і Маргарита» М. Булгаков
- Соня «Дядя Ваня» А. П. Чехов
- Люсінда «Лікар мимоволі» Мольєр
- Леді Торренс «В зміїній шкурі» за п'єсою «Орфей спускається в пекло» Т. Вільямса
- Годувальниця «Джульєтта і Ромео» адаптація А. Баттістіні за п'єсою В. Шекспіра «Ромео і Джульєтта»

## Ролі в кіно
- 2005 — Створення любові — Фроська
- 2011 — Вогні притону — Ліза

## Зноски
1. ↑  primplanstudio.org. Архів оригіналу за 22 червня 2008. Процитовано 20 лютого 2019. [Архівовано 2008-06-22 у Wayback Machine.]